# Dr.クラナガン
『Dr.クラナガン』（ドクタークラナガン）は、1993年7月から1999年9月まで九州地方の日本テレビ系列局6局の共同製作で同局とサガテレビで放送していた小学生向けの教育番組である。九州電力の一社提供。製作幹事局の福岡放送では毎週日曜 17:00 - 17:15 （日本標準時）に放送。

## 概要
制作局の女性アナウンサーたちがBUTCH扮する「Dr.クラナガン」の助手になり、視聴者の小学生たちが九州7県について抱いている様々な疑問を解き明かすという内容の番組。このほかに、「ドンマイ」や「成金」といった俗語の語源も紹介していたが、福岡放送の公式サイトでは「科学番組」を標榜していた。

## 出演者

### Dr.クラナガン
- BUTCH（本名の永淵幸利名義）

### 地域別担当助手（レポーター）
エンディングロールではトップクレジットとなっていた。

#### 福岡県・佐賀県
- 池田史（当時福岡放送アナウンサー）
- 中村明美（同上）
- 橋本志穂（同上）
- 林田真心子（同上）

#### 長崎県
- 重森由佳（当時長崎国際テレビアナウンサー）

#### 熊本県
- 浦塚映子（当時熊本県民テレビアナウンサー）
- 久保里美（同上）
- 村上美香（同上）

#### 大分県
- 後藤真弓（当時テレビ大分アナウンサー）
- 畠山のりえ（同上）

#### 宮崎県
- テレビ宮崎女性アナウンサー輪番制

#### 鹿児島県

##### 放送開始〜1994年3月26日放送分まで
- 鹿児島テレビ女性アナウンサー輪番制

##### 1994年4月2日放送〜放送終了まで
- 岡本安代（当時鹿児島読売テレビアナウンサー）
- 下川文子（同上）

## 放送局
- 福岡放送（FBS、日本テレビ系列）- 主制作局、佐賀県内の取材も兼務（佐賀県内での放映は後述のサガテレビで行う）。
- 長崎国際テレビ（NIB、日本テレビ系列）
- 熊本県民テレビ（KKT、日本テレビ系列）
- テレビ大分（TOS、日本テレビ系列・フジテレビ系列クロスネット）
- テレビ宮崎（UMK、フジテレビ系列中心の日本テレビ系列・テレビ朝日系列クロスネット）
- 鹿児島テレビ（KTS、1994年3月まで日本テレビ系列・フジテレビ系列クロスネット、現在はフジテレビ系列。1994年4月以降は後述の鹿児島読売テレビに移行。）
- 鹿児島読売テレビ（KYT、日本テレビ系列、1994年4月開局より）
- サガテレビ（sts、フジテレビ系列） - 番販ネットで放送。佐賀県内の取材は前述のとおり福岡放送が行う。